# Phaegoptera fumosa
Phaegoptera fumosa là một loài bướm đêm thuộc phân họ Arctiinae, họ Erebidae.